# Комитет за обща безопасност
Комитет за обща безопасност:с. 191 (на френски: Comité De Sûreté Générale), също известен като Комитет за обществена сигурност, е правителствен орган по време на Френската революция. Той отговаря за вътрешната сигурност, политическата полиция и революционното правосъдие. Създаден от Националния конвент през 1792 г., комитетът установява царството на терора от 1793 – 94 г., заедно с Комитета за обществено спасение (КОС).
По принцип Комитетът за обща безопасност (КОБ) е подчинен на Конвента, който може да сменя членовете му, както и на КОС. Между двата комитета възникват постоянни вражди, но в рамките на няколко месеца КОС взема надмощие и става основен инструмент на якобинското управление.:с. 192.